# Ren Ruiping
Ren Ruiping (Shandong, China, 1 de febrero de 1976) es una atleta china retirada especializada en la prueba de triple salto, en la que consiguió ser medallista de bronce mundial en pista cubierta en 1995.

## Carrera deportiva
En el Campeonato Mundial de Atletismo en Pista Cubierta de 1995 ganó la medalla de bronce en el triple salto, con un salto de 14.37 metros, tras la rusa Yolanda Chen que con 15.03 metros batió el récord del mundo, y la búlgara Iva Prandzheva (plata con 14.71 metros).